# تضخم الغدة الكظرية الخلقي الناجم عن نقص 17 ألفا هيدروكسيلاز
تضخم الغدة الكظرية الخلقي الناجم عن نقص 17 ألفا-هيدروكسيلاز (بالإنجليزية: Congenital adrenal hyperplasia due to 17α-hydroxylase deficiency)‏، هو شكل غير شائع من تضخم الغدة الكظرية الخلقي الناتج عن خلل في الجين CYP17A1 ، الذي يشفر لإنزيم 17α-هيدروكسيلاز. يسبب انخفاض تصنيع الكورتيزول والمنشطات الجنسية، مما يؤدي إلى زيادة في إنتاج الهرمونات القشرية المعدنية، وبالتالي، تشمل أعراض مثل نقص الكورتيزول الخفيف، والأعضاء التناسلية الغامضة عند الذكور أو فشل المبيضين في العمل عند البلوغ عند الإناث، وارتفاع ضغط الدم الناتج عن نقص بوتاسيوم الدم (على التوالي). ومع ذلك، فإن النقص الجزئي ملحوظ لوجود أعراض غير متناسقة بين المرضى، والإناث المصابات بالوراثة (XX) قد لا تظهر عليهن أي أعراض تمامًا باستثناء العقم.

## الفيزيولوجيا المرضية

17α-هيدروكسيلاز يحول البريغنينولون والبروجستيرون إلى أشكالهما 17α-هيدروكسي. وهو يتوافق مع الأسهم الحمراء في مخطط التفاعل هذا.

ينتج هذا النوع من تضخم الغدة الكظرية الخلقي عن نقص إنزيم 17α-هيدروكسيلاز (يُسمى أيضًا CYP17A1). يمثل أقل من 5٪ من حالات تضخم الغدة الكظرية الخلقي ويتم توريثه بطريقة جسدية متنحية مع حدوث حوالي 1 في 1،000،000 ولادة. تعمل الأليلات غير الطبيعية الأكثر شيوعًا لهذه الحالة على إضعاف نشاط 17α-هيدروكسيلاز ونشاط انزيم لياز (17,20-lyase) في CYP17A1. مثل الأشكال الأخرى من تضخم الغدة الكظرية الخلقي، فإن نقص 17α-هيدروكسيلاز يضعف كفاءة تصنيع الكورتيزول، مما يؤدي إلى مستويات عالية من إفراز الهرمون المنشط لقشرة الكظرية وتضخم الغدد الكظرية؛ مما يسبب الإفراط في إنتاج القشرانيات المعدنية ونقص الستيزويدات الجنسية قبل الولادة والبلوغ.
يعمل CYP17A1 في تكوين الستيرويدات، حيث يحول البريغنينولون والبروجستيرون إلى أشكال 17α-هيدروكسي. يرتبط الإنزيم نفسه بالشبكة الإندوبلازمية الملساء للخلايا المنتجة للستيرويد في قشرة الغدة الكظرية والغدد التناسلية. يعمل CYP17A1 باعتباره 17α-هيدروكسيلاز و17,20-لياز. تتوسط الأنشطة المزدوجة ثلاثة تحولات رئيسية في تخليق الكورتيزول والستيرويد الجنسي:
- كما أن 17α-هيدروكسيلاز يتوسط البريغنينولون{\displaystyle \leftarrow } 17α-هيدروكسيبريغنينولون
- والبروجستيرون {\displaystyle \leftarrow } 17α-هيدروكسي بروجستيرون .
- كما 17،20-لياز فإنه يتوسط 17α-هيدروكسي بريجنينولون {\displaystyle \leftarrow } ديهيدرو إيبي أندروستيرون .
- يتم التوسط في التفاعل الثاني المتوقع 17,20-لياز (17α-هيدروكسي بروجستيرون {\displaystyle \leftarrow } أندروستينيديون) بشكل غير فعال في البشر بحيث لا تكون له أهمية معروفة.

تعد تفاعلات الهيدروكسيليز جزءًا من المسار الاصطناعي للكورتيزول وكذلك المنشطات الجنسية، لكن تفاعل اللياز ضروري فقط لتخليق الستيرويد الجنسي. تؤدي الأليلات المختلفة لجين CYP17A1 إلى ظهور جزيئات إنزيمية ذات مجموعة من الوظائف الضعيفة أو المنخفضة التي تنتج مجموعة من المشاكل السريرية.
وصفت الكتب المدرسية وعلم تصنيف الأمراض الطبية حتى وقت قريب مرضين مختلفين: تضخم الغدة الكظرية الخلقي عن نقص إنزيم 17α-هيدروكسيلاز، وعيب واضح وأكثر ندرة في تخليق الستيرويد الجنسي يسمى نقص 17,20-لياز (وهو ليس شكلاً من أشكال تضخم الغدة الكظرية الخلقي). وفي العقد الأخير أصبح من الواضح أن المرضين عبارة عن أشكال مختلفة من العيوب لنفس الجين. ومع ذلك، فإن السمات السريرية لهذين النوعين من الضعف متميزة بدرجة كافية بحيث يتم وصفها بشكل منفصل في الأقسام التالية.

### آثار القشرانيات المعدنية
تعد قشرة الغدة الكظرية مفرطة التنسج ومفرطة التحفيز بدون وجود ضعف في مسار القشرانيات المعدنية. ونتيجة لذلك، ترتفع مستويات الكورتيكوستيرون و18-هيدروكسي كورتيكوستيرون. على الرغم من أن سلائف الألدوستيرون هذه هي قشرانيات معدنية أضعف، إلا أن الارتفاعات الشديدة عادةً ما توفر زيادة كافية في الحجم، وارتفاع ضغط الدم، واستنزاف البوتاسيوم لتثبيط إنتاج الرينين والألدوستيرون. بعض الأشخاص الذين يعانون من نقص 17α-هيدروكسيلاز يصابون بارتفاع ضغط الدم في مرحلة الطفولة، وما يقرب من 90٪ يصابون بذلك في مرحلة الطفولة المتأخرة. غالبًا ما يصاحب ارتفاع ضغط الدم المنخفض الرينين نقص بوتاسيوم الدم بسبب هزال البوتاسيوم في البول والقلاء الاستقلابي. هذه السمات الخاصة بزيادة القشرانيات المعدنية هي الدليل السريري الرئيسي الذي يميز نقص 17α-هيدروكسيلاز الأكثر اكتمالًا عن نقص 17,20-لياز، والذي يؤثر فقط على المنشطات الجنسية. العلاج بالجلوكوكورتيكويد يثبط الهرمون الموجه لقشر الكظر (ACTH)، ويعيد إنتاج القشرانيات المعدنية إلى المستوى الطبيعي، ويخفض ضغط الدم.

### آثار القشرانيات السكرية
على الرغم من أن إنتاج الكورتيزول غير فعال للغاية لتطبيع الهرمون الموجه لقشر الكظر (ACTH)، فإن ارتفاعات الكورتيكوستيرون بمقدار 50-100 ضعف لها نشاط قشرانيات سكرية ضعيف بدرجة كافية لمنع نقص القشرانيات السكرية وأزمة الغدة الكظرية.

### آثار الستيرويد الجنسي
تولد الإناث (XX) المتأثرة بنقص 17α-هيدروكسيليز الكلي بسمات تشريحية داخلية وخارجية طبيعية للأنثى. عند البلوغ لا تستطيع الغدة الكظرية ولا المبيضان إنتاج الستيرويدات الجنسية، لذلك لا يظهر نمو الثدي ولا يظهر شعر العانة. يؤدي فحص البلوغ المتأخر إلى ارتفاع مستوى الهرمونات التناسلية والنمط النووي الطبيعي، بينما يؤكد التصوير وجود المبيضين والرحم الطفولي. عادةً ما يشير اكتشاف ارتفاع ضغط الدم وقلاء نقص بوتاسيوم الدم إلى وجود أحد الأشكال القريبة من فرط تنسج الكظر الخلقي، وتؤكد الارتفاعات القشرية المعدنية المميزة التشخيص المحدد.
تسمح الأشكال الأكثر اعتدالًا من هذا النقص في الإناث الجينية بدرجة معينة من التطور الجنسي، مع خلل تنظيمي متغير في الجهاز التناسلي يمكن أن يشمل تطورًا غير مكتمل لمراحل تانر، أو تطورًا جنسيًا رجعيًا، أو حيضًا غير منتظم، أو انقطاع الطمث المبكر، أو - في الحالات الخفيفة جدًا - لا توجد أعراض جسدية تتجاوز العقم. تشير الأدلة إلى أن 5% فقط من نشاط الإنزيم الطبيعي قد يكون كافيًا على الأقل للسماح بالتغيرات الجسدية في سن البلوغ لدى الإناث، إن لم يكن الإباضة والخصوبة.
يؤدي نقص 17α-هيدروكسيلاز في الذكور الوراثيين (XY) إلى انخفاض معتدل إلى حاد في إنتاج هرمون التستوستيرون الجنيني عن طريق الغدة الكظرية والخصيتين. ويتراوح مظهر الأعضاء التناسلية الخارجية من أنثى طبيعية إلى غامضة إلى ذكر متخلف إلى حد ما. النمط الظاهري الأكثر شيوعًا هو القضيب الصغير، والمبال التحتاني العجاني، والحقيبة الكاذبة المهبلية الصغيرة العمياء، والخصيتين داخل البطن أو الأربية. وتكون مشتقات قناة وولف ناقصة التنسج أو طبيعية، اعتمادًا على درجة نقص هرمون التستوستيرون. بعض المصابين بالترجيل الجزئي يصابون بالتثدي عند البلوغ على الرغم من انخفاض الذكورة. إن وجود ارتفاع ضغط الدم في الأغلبية يميزهم عن الأشكال الأخرى لنقص الأندروجين الجزئي أو عدم الحساسية. تضعف الخصوبة لدى أولئك الذين يعانون من نقص هرمون التستوستيرون أكثر من الحد الأدنى.

## نقص 17,20-لياز
يكون لدى عدد قليل جدًا من الأشخاص أليل غير طبيعي أدى إلى تقليل نشاط 17,20 لياز، بدلاً من نشاط الهيدروكسيليز واللياز كما هو موضح أعلاه. في هؤلاء الأشخاص، كان للخلل تأثير ضعف معزول في تخليق الستيرويد الجنسي (مثل ديهيدرو إيبي أندروستيرون) في الغدة الكظرية، ولكن أيضًا هرمون التستوستيرون والإستروجين في الغدد التناسلية)، في حين تظل مستويات القشرانيات المعدنية (مثل الألدوستيرون) القشرانيات السكرية (مثل الكورتيزول) طبيعية.
يمكن أن يعزى مستوى الألدوستيرون الطبيعي إلى حقيقة أن الألدوستيرون مستقل عن نظام التغذية المرتدة لمحور الغدة النخامية، حيث يتم التحكم فيه بشكل أساسي عن طريق مستوى البوتاسيوم في الدم. بسبب مستوى الألدوستيرون الطبيعي، لا يُتوقع حدوث ارتفاع في ضغط الدم.
يمكن تفسير مستوى الكورتيزول الطبيعي من خلال آلية ردود الفعل السلبية القوية للكورتيزول على نظام محور الغدة النخامية. وهذا يعني أنه في البداية، سيؤدي نقص 17,20-لياز إلى منع تخليق هرمونات الستيرويد الجنسية، مما يجبر المسارات على إنتاج المزيد من الكورتيزول. ومع ذلك، يتم تصحيح الزيادة الأولية في الكورتيزول بسرعة من خلال آلية التغذية الراجعة السلبية - حيث يقلل ارتفاع الكورتيزول من إفراز الهرمون الموجه لقشر الكظر (ACTH) من المنطقة الحزمة للغدة الكظرية. وبالتالي، لا يوجد الإفراط في إنتاج القشرانيات المعدنية. كما أنه لا يوجد تضخم الغدة الكظرية. وقد لوحظ أيضًا لدى المرضى أن مستوى الهرمون الموجه لقشر الكظر (ACTH) يظل في المعدل الطبيعي. والسبب في ذلك لا يزال غير واضح.

## العلاج
يتم علاج ارتفاع ضغط الدم والقشرانيات المعدنية الزائدة ببدائل القشرانيات السكرية، كما هو الحال في الأشكال الأخرى من تضخم الغدة الكظرية الخلقي. ستحتاج معظم الإناث الجينيات المصابات بكلا شكلي النقص إلى هرمون الاستروجين البديل للحث على البلوغ. سيحتاج معظمهم أيضًا إلى البروجستين بشكل دوري لتنظيم الدورة الشهرية. عادة ما تنخفض الخصوبة بسبب ضعف دعم نضج البويضات والإباضة بسبب انخفاض إنتاج الستيرويد داخل المبيض. يتم اتخاذ القرارات الإدارية الأكثر صعوبة من قبل الذكور الأكثر غموضًا (XY) الوراثي. معظم الذين يعانون من نقص شديد في الرجولة، ويبدون أكثر أنوثة من الذكور، يتم تربيتهم كأنثى عن طريق الاستئصال الجراحي للخصيتين غير الوظيفية. إذا نشأت كذكور، يمكن إعطاء دورة قصيرة من هرمون التستوستيرون في مرحلة الطفولة للحث على نمو القضيب. قد تكون الجراحة قادرة على إصلاح المبال التحتاني. يجب إنقاذ الخصيتين عن طريق تثبيت الخصية إن أمكن. يجب استبدال التستوستيرون حتى يحدث البلوغ ويستمر طوال حياة البالغين.

## أنظر أيضا
- تضخم الغدة الكظرية الخلقي
- اضطرابات التطور الجنسي
- الخنوثة الكاذبة ، والأعضاء التناسلية الغامضة